# کافلستورف
کافلستورف (به آلمانی: Kavelstorf) یک منطقهٔ مسکونی در آلمان است که در دومرشتورف واقع شده‌است. کافلستورف ۱٬۲۱۷ نفر جمعیت دارد.